# هرادیشتی (ناحیه پلزن-جنوبی)
هرادیشتی (به چکی: Hradiště) یک منطقهٔ مسکونی در جمهوری چک است که در Plzeň-South District واقع شده‌است. هرادیشتی ۱۳٫۶۲ کیلومتر مربع مساحت و ۲۴۳ نفر جمعیت دارد و ۴۹۲ متر بالاتر از سطح دریا واقع شده‌است.